# Auguste Veyrier
Auguste Théodore Veyrier  est un écrivain français de langue occitane né le 9 novembre 1848 à La Cavalerie et mort le 22 février 1936 à Millau.

## Biographie
Il a exercé le métier de tailleur d'habits d'abord à Montpellier puis à Millau.
Auguste Veyrier a publié en 1923 Contes rouergats et poésies françaises. Ce recueil rassemble des œuvres parues dans l'Almanach Montpelliérain et dans la presse de Millau. La pièce la plus célèbre était Lou sermou del curat del Mounna. Outre cette pièce, il a écrit des pièces en général humoristiques : L'iou de saumo, Lou pastre et lou poufre, Lous nessis de Machobeire, Lou sermou d'un caluc, Montpellier-lou-Biel. Il a composé une Pastourela mise en musique par Victor Dubernard, directeur d'Estudiatina millavoise.

## Sources
- Georges Girard, Œuvres d'Auguste Veyrier : 200 ans de littérature occitane millavoise, 1976